# Draymonia nitida
Draymonia nitida är en tvåvingeart som först beskrevs av Aubertin 1930.  Draymonia nitida ingår i släktet Draymonia och familjen vapenflugor. Inga underarter finns listade i Catalogue of Life.